# Ciclism la Jocurile Olimpice de vară din 2024 - Keirin feminin
Cursa ciclistă de keirin feminin de la Jocurile Olimpice de vară din 2024 a avut loc în perioada 7-8 august 2024 pe Vélodrome de Saint-Quentin-en-Yvelines, Paris.

## Program
Orele sunt ora Franței (UTC+1) 
| Data                    | Timp    | Etapă              |
| ----------------------- | ------- | ------------------ |
| Miercuri, 7 august 2024 | 12:45   | Primul tur         |
| Miercuri, 7 august 2024 | urmează | Recalificări       |
| Joi, 8 august 2024      | 17:00   | Sferturi de finală |
| Joi, 8 august 2024      | urmează | Semifinale         |
| Joi, 8 august 2024      | urmează | Finale             |

## Rezultate

### Primul tur

#### Seria 1
| Loc | Ciclistă        | Țară           | Diferență | Note |
| --- | --------------- | -------------- | --------- | ---- |
| 1   | Ellesse Andrews | Noua Zeelandă  |           | CSF  |
| 2   | Mathilde Gros   | Franța         | +0,014    | CSF  |
| 3   | Katy Marchant   | Marea Britanie | +0,021    | R    |
| 4   | Daniela Gaxiola | Mexic          | +0,075    | R    |
| 5   | Urszula Łoś     | Polonia        | +0,261    | R    |
| 6   | Ese Ukpeseraye  | Nigeria        | +2,129    | R    |

#### Seria 2
| Loc | Ciclistă          | Țară    | Diferență | Note |
| --- | ----------------- | ------- | --------- | ---- |
| 1   | Hetty van de Wouw | Olanda  |           | CSF  |
| 2   | Yuan Liying       | China   | +0,108    | CSF  |
| 3   | Miriam Vece       | Italia  | +0,236    | R    |
| 4   | Lauriane Genest   | Canada  | +0,236    | R    |
| 5   | Riyu Ohta         | Japonia | +0,381    | R    |
| 6   | Yuli Verdugo      | Mexic   | +0,381    | R    |

#### Seria 3
| Loc | Ciclistă         | Țară      | Diferență | Note |
| --- | ---------------- | --------- | --------- | ---- |
| 1   | Emma Hinze       | Germania  |           | CSF  |
| 2   | Guo Yufang       | China     | +0,087    | CSF  |
| 3   | Marlena Karwacka | Polonia   | +0,087    | R    |
| 4   | Kristina Clonan  | Australia | +0,160    | R    |
| 5   | Julie Nicolaes   | Belgia    | +0,204    | R    |
| 6   | Martha Bayona    | Columbia  | +0,266    | R    |

#### Seria 4
| Loc | Ciclistă             | Țară          | Diferență | Note |
| --- | -------------------- | ------------- | --------- | ---- |
| 1   | Nicky Degrendele     | Belgia        |           | CSF  |
| 2   | Mina Sato            | Japonia       | +0,005    | CSF  |
| 3   | Steffie van der Peet | Olanda        | +0,108    | R    |
| 4   | Kelsey Mitchell      | Canada        | +0,172    | R    |
| 5   | Rebecca Petch        | Noua Zeelandă | +0,260    | R    |
| 6   | Chloe Moran          | Australia     | +1,065    | R    |

#### Seria 5
| Loc | Ciclistă                     | Țară           | Diferență | Note |
| --- | ---------------------------- | -------------- | --------- | ---- |
| 1   | Emma Finucane                | Marea Britanie |           | CSF  |
| 2   | Lea Friedrich                | Germania       | +0,087    | CSF  |
| 3   | Taky Marie-Divine Kouamé     | Franța         | +0,631    | R    |
| 4   | Nurul Izzah Izzati Mohd Asri | Malaezia       | +0,729    | R    |
| 5   | Stefany Cuadrado             | Columbia       | +0,862    | R    |
| 6   | Sara Fiorin                  | Italia         | +0,960    | R    |

### Recalificări

#### Seria 1
| Loc | Ciclistă                     | Țară           | Diferență | Note |
| --- | ---------------------------- | -------------- | --------- | ---- |
| 1   | Kelsey Mitchell              | Canada         |           | CSF  |
| 2   | Katy Marchant                | Marea Britanie | +0,014    | CSF  |
| 3   | Nurul Izzah Izzati Mohd Asri | Malaezia       | +0,041    |      |
| 4   | Martha Bayona                | Columbia       | +0,094    |      |
| 5   | Yuli Verdugo                 | Mexic          | +0,186    |      |

#### Seria 2
| Loc | Ciclistă         | Țară      | Diferență | Note |
| --- | ---------------- | --------- | --------- | ---- |
| 1   | Kristina Clonan  | Australia |           | CSF  |
| 2   | Daniela Gaxiola  | Mexic     | +0,124    | CSF  |
| 3   | Miriam Vece      | Italia    | +0,180    |      |
| 4   | Stefany Cuadrado | Columbia  | +0,305    |      |
| 5   | Urszula Łoś      | Polonia   | +0,971    |      |

#### Seria 3
| Loc | Ciclistă         | Țară          | Diferență | Note |
| --- | ---------------- | ------------- | --------- | ---- |
| 1   | Lauriane Genest  | Canada        |           | CSF  |
| 2   | Rebecca Petch    | Noua Zeelandă | +0,042    | CSF  |
| 3   | Marlena Karwacka | Polonia       | +0,338    |      |
| 4   | Chloe Moran      | Australia     | +0,367    |      |
| 5   | Sara Fiorin      | Italia        | +0,488    |      |

#### Seria 4
| Loc | Ciclistă                 | Țară    | Diferență | Note |
| --- | ------------------------ | ------- | --------- | ---- |
| 1   | Riyu Ohta                | Japonia |           | CSF  |
| 2   | Steffie van der Peet     | Olanda  | +0,028    | CSF  |
| 3   | Julie Nicolaes           | Belgia  | +0,135    |      |
| 4   | Ese Ukpeseraye           | Nigeria | +0,584    |      |
| 5   | Taky Marie-Divine Kouamé | Franța  | +0,589    |      |

### Sferturi de finală

#### Seria 1
| Loc | Ciclistă             | Țară          | Diferență | Note |
| --- | -------------------- | ------------- | --------- | ---- |
| 1   | Lea Friedrich        | Germania      |           | CS   |
| 2   | Ellesse Andrews      | Noua Zeelandă | +0,020    | CS   |
| 3   | Nicky Degrendele     | Belgia        | +0,070    | CS   |
| 4   | Steffie van der Peet | Olanda        | +0,127    | CS   |
| 5   | Yuan Liying          | China         | +0,142    |      |
| 6   | Kristina Clonan      | Australia     | +0,249    |      |

#### Seria 2
| Loc | Ciclistă          | Țară           | Diferență | Note |
| --- | ----------------- | -------------- | --------- | ---- |
| 1   | Hetty van de Wouw | Olanda         |           | CS   |
| 2   | Emma Finucane     | Marea Britanie | +0,020    | CS   |
| 3   | Rebecca Petch     | Noua Zeelandă  | +0,105    | CS   |
| 4   | Riyu Ohta         | Japonia        | +0,222    | CS   |
| 5   | Guo Yufang        | China          | +0,298    |      |
| 6   | Kelsey Mitchell   | Canada         | +0,341    |      |

#### Seria 3
| Loc | Ciclistă        | Țară           | Diferență | Note |
| --- | --------------- | -------------- | --------- | ---- |
| 1   | Mathilde Gros   | Franța         |           | CS   |
| 2   | Emma Hinze      | Germania       | +0,007    | CS   |
| 3   | Katy Marchant   | Marea Britanie | +0,063    | CS   |
| 4   | Daniela Gaxiola | Mexic          | +0,138    | CS   |
| 5   | Mina Sato       | Japonia        | +0,164    |      |
| 6   | Lauriane Genest | Canada         | +0,271    |      |

### Semifinale

#### Semifinala 1
| Loc | Ciclistă             | Țară           | Diferență | Note |
| --- | -------------------- | -------------- | --------- | ---- |
| 1   | Ellesse Andrews      | Noua Zeelandă  |           | FA   |
| 2   | Daniela Gaxiola      | Mexic          | +0,104    | FA   |
| 3   | Emma Finucane        | Marea Britanie | +0,157    | FA   |
| 4   | Steffie van der Peet | Olanda         | +0,161    | FB   |
| 5   | Rebecca Petch        | Noua Zeelandă  | +0,648    | FB   |
| 6   | Lea Friedrich        | Germania       | +2,750    | FB   |

#### Semifinala 2
| Loc | Ciclistă          | Țară           | Diferență | Note |
| --- | ----------------- | -------------- | --------- | ---- |
| 1   | Hetty van de Wouw | Olanda         |           | SF   |
| 2   | Katy Marchant     | Marea Britanie | +0,056    | SF   |
| 3   | Emma Hinze        | Germania       | +0,101    | FA   |
| 4   | Nicky Degrendele  | Belgia         | +0,114    | FB   |
| 5   | Mathilde Gros     | Franța         | +0,301    | FB   |
| 6   | Riyu Ohta         | Japonia        | +0,592    | FB   |

### Finala pentru locurile 7-12
| Loc | Ciclistă             | Țară          | Diferență | Note |
| --- | -------------------- | ------------- | --------- | ---- |
| 7   | Lea Friedrich        | Germania      |           |      |
| 8   | Mathilde Gros        | Franța        | +0,087    |      |
| 9   | Riyu Ohta            | Japonia       | +0,144    |      |
| 10  | Steffie van der Peet | Olanda        | +0,167    |      |
| 11  | Nicky Degrendele     | Belgia        | +0,202    |      |
| 12  | Rebecca Petch        | Noua Zeelandă | +0,712    |      |

### Finala pentru locurile 1-6
| Loc | Ciclistă          | Țară           | Diferență | Note |
| --- | ----------------- | -------------- | --------- | ---- |
| 1   | Ellesse Andrews   | Noua Zeelandă  |           |      |
| 2   | Hetty van de Wouw | Olanda         | +0,062    |      |
| 3   | Emma Finucane     | Marea Britanie | +0,092    |      |
| 4   | Katy Marchant     | Marea Britanie | +0,181    |      |
| 5   | Emma Hinze        | Germania       | +0,280    |      |
| 6   | Daniela Gaxiola   | Mexic          | +0,457    |      |